# Justin Hoogma
Justin Hoogma (* 11. Juni 1998 in Enschede, Niederlande) ist ein niederländischer Fußballspieler. Er steht bei Willem II Tilburg unter Vertrag.

## Karriere

### Vereine
Der Sohn des früheren Fußballprofis Nico-Jan Hoogma wuchs bis 2004 in Deutschland im schleswig-holsteinischen Kaltenkirchen auf, während sein Vater beim Hamburger SV unter Vertrag stand. Er spielte in der Jugend des SC Kisdorf in Kisdorf, nahe Kaltenkirchen. Nach der Rückkehr seines Vaters in die Niederlande – Nico-Jan Hoogma schloss sich Heracles Almelo an – ließ sich die Familie in Oldenzaal in der Region Twente unweit der deutschen Grenze nieder und Hoogma schloss sich der Jugend von Quick ’20 an, ehe er in die gemeinschaftliche Jugendakademie des FC Twente und von Heracles Almelo wechselte.
2015 kam Hoogma in die Profielf von Heracles Almelo und gab im Laufe der Saison 2015/16 seinen Einstand in der Eredivisie. Im Spieljahr 2016/17 absolvierte er sämtliche 34 Saisonspiele für Almelo über 90 Minuten und wurde damit der jüngste Akteur, dem dies bis dahin in der Eredivisie gelungen war.
Im Juni 2017 verpflichtete ihn der deutsche Bundesligist TSG 1899 Hoffenheim; er erhielt einen Vierjahresvertrag. Er kommt in der Zweiten Mannschaft der TSG in der Regionalliga Südwest zum Einsatz. Sein Debüt für die Erste Mannschaft absolvierte Hoogma am 4. Spieltag der Europa League beim türkischen Vertreter Başakşehir FK. Die TSG schied nach der Gruppenphase aus. Sein Ligadebüt gab er am 29. September 2018, dem 6. Spieltag der Saison 2018/19, bei der 1:2-Heimniederlage gegen RB Leipzig.
Ende Januar 2019 wechselte Hoogma bis zum Ende der Saison 2018/19 auf Leihbasis zum Zweitligisten FC St. Pauli. Beim FC St. Pauli kam Hoogma auf 14 Zweitligaeinsätze (13-mal von Beginn).
Zur Sommervorbereitung 2019 kehrte der Niederländer zunächst zur TSG 1899 Hoffenheim, die sein Landsmann Alfred Schreuder als Cheftrainer übernommen hatte, zurück. Ende Juli erfolgte für die Saison 2019/20 ein Wechsel auf Leihbasis in die Heimat zum Erstligisten FC Utrecht. Von Beginn an war Hoogma in der Innenverteidigung gemeinsam mit Spielführer Willem Janssen gesetzt und verpasste bis zum der COVID-19-Pandemie geschuldeten Saisonabbruch lediglich drei Pflichtspiele. In der Eredivisie belegte er mit Utrecht den 6. Tabellenplatz, im nationalen Pokal wurde das Endspiel erreicht, welches jedoch abgesagt wurde. Nach Abschluss der regulär zu Ende gebrachten Bundesligasaison verlängerte die TSG den Vertrag des Verteidigers bis Juni 2022 sowie das Leihgeschäft mit den Niederländern um ein weiteres Jahr.
Im Sommer 2021 wurde er zur SpVgg Greuther Fürth ausgeliehen. Er bestritt wegen einer Knieverletzung und einer Ansteckung mit COVID-19 nur vier Pflichtspiele für Fürth. im Januar 2022 wechselte er zu Heracles Almelo und unterschrieb einen Vertrag bis 2026.
Im Sommer 2025 wechselte Hoogma zu Willem II Tilburg.

### Nationalmannschaft
Hoogma kam zu vier Einsätzen für die niederländische U19-Nationalmannschaft und zu vier für die U20. Am 10. November 2017 gab Hoogma beim 8:0-Sieg im EM-Qualifikationsspiel in Doetinchem gegen Andorra sein Debüt für die niederländische U21-Nationalelf.